# Pinheiro, Maranhão
Pinheiro este un oraș în unitatea federativă Maranhão (MA), Brazilia.